# Кефенрод
Кефенрод (њем. Kefenrod) општина је у њемачкој савезној држави Хесен. Једно је од 25 општинских средишта округа Ветерау. Према процјени из 2010. у општини је живјело 2.844 становника. Посједује регионалну шифру (AGS) 6440013.

## Географски и демографски подаци
Кефенрод се налази у савезној држави Хесен у округу Ветерау. Општина се налази на надморској висини од 263 метра. Површина општине износи 30,7 km². У самом мјесту је, према процјени из 2010. године, живјело 2.844 становника. Просјечна густина становништва износи 93 становника/km².